# Kopparigehalu, Chiknayakanhalli
Kopparigehalu là một làng thuộc tehsil Chiknayakanhalli, huyện Tumkur, bang Karnataka, Ấn Độ.